# Schwäbische Kunde
Die Schwäbische Kunde ist eine Heldenballade von Ludwig Uhland aus dem Jahr 1814, die in späterer Zeit auch unter dem Titel Der wackere Schwabe bekannt wurde.

## Hintergrund

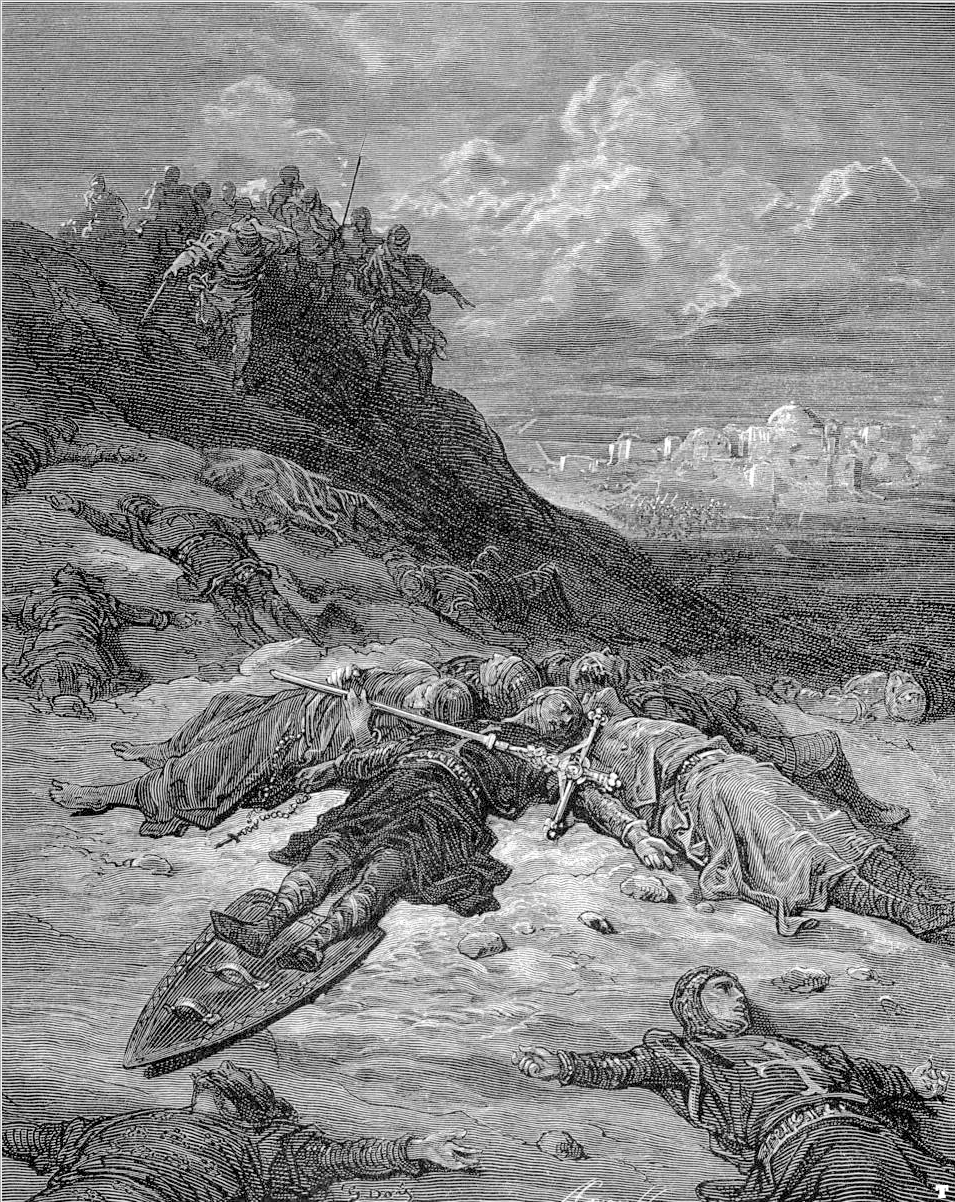
Gustave Doré: Tod des Kaisers Friedrich Barbarossa im Fluss Saleph

Kaiser Friedrich I., genannt Barbarossa, zog auf den Dritten Kreuzzug und ertrank im Jahr 1190 im Fluss Saleph.

## Inhalt
Die Ballade beginnt mit den Versen:
Als Kaiser Rotbart lobesam

zum heil’gen Land gezogen kam,

da mußt’ er mit dem frommen Heer

durch ein Gebirge wüst und leer.

Daselbst erhob sich große Not.

Viel Steine gab’s und wenig Brot.

Und mancher deutsche Reitersmann

Hat dort den Trunk sich abgetan.

Den Pferden ward so schwach im Magen,

fast mußt der Reiter die Mähre tragen.
Auf dem Zug ins Heilige Land muss das Heer Gebirge und Wüsten durchqueren. Ein Ritter aus Schwaben, dessen Pferd krank ist, bleibt hinter dem Heer zurück. Plötzlich sieht er sich von fünfzig türkischen Reitern umzingelt, doch er zieht unbekümmert weiter, bis ihn ein Türke angreift. „Da wallt dem Deutschen auch sein Blut“ und er spaltet den Reiter in zwei Teile:
Zur Rechten sieht man, wie zur Linken,

Einen halben Türken heruntersinken.
Erschrocken fliehen die anderen Türken. Auf die Frage des Kaisers, wer ihn solche Streiche gelehrt hätte, antwortet er:
„Die Streiche sind bei uns im Schwang;

Sie sind bekannt im ganzen Reiche,

Man nennt sie halt nur Schwabenstreiche.“

## Kommentar
Mehrere Formulierungen aus diesem Gedicht wurden zum geflügelten Wort:
- Viel Steine gab’s und wenig Brot.
- Der wackre Schwabe forcht’ sich nit,
- Schwabenstreich

In dem einzigen erhaltenen Tondokument des Reichskanzlers Otto von Bismarck zitiert der 74-jährige 1889 unter anderem aus der Schwäbischen Kunde.